# De Thuisploeg
De Thuisploeg was een interactieve spelshow van deMENSEN, uitgezonden op één van 2005 tot 2007.
Tien ploegen in de studio (twaalf ploegen tot en met 2006) en één ploeg thuis spelen mee voor de prijzenpot van 20.000 euro. Elke ploeg bestaat uit drie kandidaten. De vrouwelijke helft van het presentatorenteam doet dienst als begeleider en vliegende reporter. Zij controleert de resultaten van de Thuisploeg. De Thuisploeg beantwoordt de vragen via een satellietverbinding. Hiervoor is in het huis waarin de Thuisploeg zich bevindt speciale apparatuur geïnstalleerd.
Als kijker kan men meedoen door middel van teletekst (fasttext) p 777 en een mobiele telefoon of via digitale TV van Telenet. Aan het eind van de twintig quizvragen wordt het resultaat via sms verstuurd. Wie meespeelt via digitale TV, dient het resultaat aan het eind van de vragen te versturen door zijn/haar pincode voor digitale TV in te voeren. Daarna ontvangt men een bericht met het aantal juiste antwoorden. Als men meer dan de helft van de punten haalt, maakt men kans om het niet door de thuisploeg gewonnen bedrag te winnen of men heeft de kans in het weekend gebeld te worden om mee te doen in de studio of als de Thuisploeg. 

## (Buitenlandse) kritiek
De VRT moest voor de rechter verschijnen omdat zij beschuldigd werd van plagiaat. De Thuisploeg zou gelijkenissen vertonen met het Britse programma Come and Have a Go, dat in 2004 werd uitgezonden op de BBC. De VRT had bovendien het programma laten maken door het productiehuis deMENSEN, terwijl de originele versie een productie was van Zeal TV, dat de format wou verkopen aan VTM. VTM heeft dat aanbod dan moeten weigeren aangezien men wist dat de publieke omroep al een dergelijke quiz zou uitzenden.
De rechtszaak werd uiteindelijk geseponeerd en het programma mocht uitgezonden worden op één.

## Spelverloop
Ronde 1 : spel met tien ploegen (twaalf ploegen tot en met 2006)
- acht vragen ter waarde van 250 euro. Deze ronde levert maximaal 2000 euro op.

Ronde 2 : spel met drie ploegen
- zes vragen  ter waarde van 1000 euro. Deze ronde levert maximaal 6000 euro op.

Ronde 3 : spel met twee ploegen
- zes vragen ter waarde van 2000 euro. Deze ronde levert maximaal 12.000 euro op.

De finaleronde wordt gespeeld met de beste ploeg in de studio en de thuisploeg. 
Wie met meer dan twee punten verschil wint, mag met het prijzengeld naar huis.